# Zombieland (альбом)
| Оценки критиков | Оценки критиков |
| Источник        | Оценка          |
| --------------- | --------------- |
| Metal.de        | [ 1 ]           |

Zombieland — восьмой студийный альбом немецкой индастриал-метал группы Megaherz, выпущенный 24 октября 2014 года на звукозаписывающем лейбле Napalm Records.

## Список композиций[2]
| №                   | Название                                                | Длительность |
| ------------------- | ------------------------------------------------------- | ------------ |
| 1.                  | «Zombieland (“Zombieland”)»                             | 3:38         |
| 2.                  | «Himmelsstürmer (“Stormer of Heaven”)»                  | 4:39         |
| 3.                  | «Für immer (“Forever”)»                                 | 4:09         |
| 4.                  | «Roter Mond (“Red Moon”)»                               | 4:09         |
| 5.                  | «Wir könnten Götter sein (“We Could be Gods”)»          | 3:49         |
| 6.                  | «Lieblingsfeind (“Favorite Enemy”)»                     | 3:13         |
| 7.                  | «Fanatisch (“Fanatic”)»                                 | 4:45         |
| 8.                  | «Schwarzer Engel (“Black Angel”)»                       | 3:57         |
| 9.                  | «Unter Strom (“Under Current”)»                         | 3:35         |
| 10.                 | «Gegen den Wind (“Against the Wind”)»                   | 4:40         |
| 11.                 | «Hurra - wir leben noch (“Hurrah - We're Still Alive”)» | 5:08         |
| 12.                 | «Frei (“Free”)»                                         | 3:29         |
| Общая длительность: | Общая длительность:                                     | 49:11        |

| №                   | Название                              | Длительность |
| ------------------- | ------------------------------------- | ------------ |
| 13.                 | «Sanctus Dominus»                     | 2:51         |
| 14.                 | «Augenblick (“Moment”)»               | 5:23         |
| 15.                 | «Herz aus Stein (“Heart of Stone”)»   | 4:19         |
| 16.                 | «Gegen den Wind (“Against the Wind”)» | 4:10         |
| Общая длительность: | Общая длительность:                   | 65:54        |

## Участники записи

### Состав группы[3]
- Alexander «Lex» Wohnhaas — вокал
- Werner «Wenz» Weninger — бас-гитара
- Jürgen «Bam Bam» Wiehler — ударные
- Christian «X-TI» Bystron — ритм-гитара
- Christoph «Chris» Klinke — ритм-гитара

## Позиции в чартах
| Чарт (2014)                     | Наивысшая позиция |
| ------------------------------- | ----------------- |
| Австрия (Ö3 Austria)            | 75                |
| Германия (Offizielle Top 100)   | 17                |
| Швейцария (Schweizer Hitparade) | 68                |

## Интересные факты
- Трек «Zombieland» был использован в рекламе четвертого сезона сериала «Ходячие мертвецы», показанной на немецком канале RTL Television.